# إدارة المشاريع
إدارة المشاريع (بالإنجليزية: Project management)‏ هي عملية الإشراف على عمل فريق من أجل تحقيق جميع أهداف المشروع ضمن قيود محددة. غالباً ما يتم توثيق هذه المعلومات في مستندات المشروع التي تُعدّ في بداية عملية التطوير. وتكمن التحديات الرئيسية في نطاق المشروع والوقت والميزانية. أما التحدي الثانوي فهو تحسين تخصيص المدخلات اللازمة وتطبيقها لتحقيق الأهداف المحددة مسبقاً.
تهدف إدارة المشاريع إلى إنتاج مشروع مكتمل يحقق أهداف العميل. وفي كثير من الحالات، يكون الهدف أيضاً هو تشكيل أو تعديل متطلبات العميل لتكون قابلة للتحقيق بشكل واقعي. وبمجرد تحديد أهداف العميل، ينبغي أن تؤثر على جميع القرارات التي يتخذها المشاركون في المشروع، مثل مديري المشروع، والمصممين، والمقاولين، والمقاولين الفرعيين. إن الأهداف غير المحددة جيداً أو المحددة بشكل مفرط قد تُعيق عملية اتخاذ القرار.

## تعريف المشروع
المشروع هنا هو عملية أو نشاط مقيد بزمن، أي له تاريخ بداية وتاريخ نهاية، يتم القيام به مرة واحدة من أجل تقديم منتج ما أو خدمة ما بهدف تحقيق تغيير مفيد أو إيجاد قيمة مضافة.
وهناك اختلاف ما بين كون المشروع أمراً مؤقتاً لمرة واحدة، وبين العمليات الإدارية أو التشغيلية التي تجري بشكل دائم أو شبه دائم من أجلِ تقديم نفس المنتج أو الخدمة مراراً وتكراراً. ولا تتطلب إدارة المشاريع بالضرورة نفس المتطلبات التي تتطلبها إدارة العمليات الإدارية والتشغيلية الدائمة، سواء من ناحية المهارات الفنية المطلوبة أو فلسفة العمل، ومن هنا نجد الحاجة إلى بلورة إدارة المشاريع.
وقد عرف هيرسون (1992) المشروع بأنه " أي سلسلة من الانشطة أو المهام التي لها أهداف محدده يجب أن تنجز ضمن مواصفات محدده ولها بداية ونهاية محددتان وله تمويل ويستعمل المصادر المختلفة من اموال ووقت ومعدات وعماله.
ولقد نسب بريمان واخرين (1995) الي ليش وتيرنر (1990) تعريف المشروع بأنه «وحدة استثمار صناعي جديدة والتي لها بعض المعالم المميزة أو المتفردة وذلك من خلال تناغم الوقت والتكلفة».
ووفقاً لـ 
المشروع هو عملية فريدة من نوعها، التي تتكون من مجموعة من الأنشطة المنسقه والتحكم بالأنشطة من خلال تواريخ البدء والانتهاء، المتخذه لتحقيق هدف مطابقة للمتطلبات المحددة، بما في ذلك القيود من حيث التكلفة والوقت والموارد.
ووفقاً لـ 
المشروع هو عبارة عن وقت وتكلفة عملية مقيدة لتحقيق مجموعة من الإنجازات المحددة تصل إلى معايير الجودة والمتطلبات.

## المصاعب والتحديات
التحدي الأول لإدارة المشاريع هو ضمان أن يُنْجَز المشروع مع الالتزام بقيود محددة،
أما التحدي الثاني الأكثر طموحاً فهو تحقيق الوضع الأمثل والأنسب –أو ما يعرف بالاستمثال (بالإنجليزية:   Optimization)‏ - فيما يتعلق بتخصيص المدخلات المطلوبة من أجل ملاقاة الأهداف المحددة سابقاً. هناك تعريف مناسب للمشروع على إنه: مجموعة من الأنشطة التي تستخدم الموارد (سواء المال أو البشر أو الخامات أو الطاقة أو المساحة أو الترتيبات أو الاتصالات أو الجودة أو المخاطر أو ما إلى ذلك) من أجل تحقيق أهداف محددة سابقا.

## تاريخ تطور إدارة المشاريع
عرفت الإدارة كعلم له قواعده وأسسه ومدارسه منذ أواخر القرن التاسع عشر وخلال القرن العشرين، حيث شارك في إثراء هذا العلم عدد من العلماء الباحثين الذين كان لدراستهم وتجاربهم أثراً واضحاً فيه، ومن روّاده شارلز بابيج (Charles Babbage) الذي قام بعرض أفكاره الإدارية في كتابه الذي نشر عام 1832 بعنوان «اقتصاديات الآلات وأصحاب المصانع» (The Economy of Machinery and Manufacture’s).
كما عرض هنري تاون (H. Town) أفكاره الإدارية في مقاله الذي نشر عام 1886 تحت عنوان (The Engineer as an Economist)، ويعتبر تاون رائد حركة الإدارة العلمية، ثم ّتبعه هنري جانت (H. Gantt) الذي وضع المخطط الشهير المعروف باسمه عام 1917 وهو مخطط (Gantt Chart).
كما وضع فريدريك تايلر (F. Taylor) العديد من المؤلفات ومن أهمها كتاب ( مبادئ الإدارة العلمية ) الذي نُشِرَ عام 1911، ثم جاء العالم الفرنسي هنري فايول (H. Fayol) ووضع كتابه الذي نشر عام 1916 بعنوان (L’administration Industrielle et’Generale)، كما أنّ هناك العديد من العلماء والباحثين الذين شاركوا في تطور علم الإدارة على مدى العقود الماضية.
ظهرت بعد الحرب العالمية الثانية الحاجة لطرق علمية وعملية لحل مشاكل الإدارة في المشاريع الكبيرة، فنشط الباحثون في إيجاد طرق ذات كفاءة عالية تقوم على أسس كمّية، ومن هؤلاء الباحثين فريقان من المستشارين عملا في الولايات المتحدة الأمريكية، وفريق ثالث عمل في المملكة المتحدة.
ففي الولايات المتحدة عمل فريق من المستشارين بالتعاون مع شركة دي بونت (Du Pont) للصناعات الكيماوية وشركة رمنجتون راند (Univac Division of Remington Ran) للأدمغة الإلكترونية على تطوير أسلوب للتخطيط وإدارة عمليات الصيانة في شركة دي بونت، وذلك في الفترة من كانون الأول من عام 1965 حتى شباط من عام 1959.
و قد طوّر هذا الفريق أسلوباً سمّي التخطيط والجدولة بالمسار الحرج (Critical Path Planning and Scheduling – CPPS)، الذي عرف فيما بعد بطريقة المسار الحرج (CPM – Critical Path Method)، حيث اُسْتُخْدِم في تخفيض الوقت اللازم للصيانة في شركة دي بونت إلى الحد الأدنى.
أما الفريق الآخر فقد عمل في الفترة من عام 1954 حتى عام 1958 بالتعاون مع سلاح البحرية الأمريكية مع شركة لوكهيد (Lockhead) في مشروع تصميم وتطوير صواريخ بولاريس (Polaris)، حيث طوّروا أسلوباً سمّي طريقة تقييم ومتابعة المشاريع (Program Evaluation and Review Technique – PER).
أمّا الفريق الثالث فقد عمل في المملكة المتحدة في عام 1957 في قسـم بحوث العمليات في سلطة الكهرباء المركزية، وقد طوّر طريقة – لم يتم نشرها لاحقاً - عرفت باسـم أطول مسـار غير قابل للاختصار (The Longest Irreducible Sequence of Events)، والذي عرف فيما بعد ب التتابع الرئيسـي (Major Sequence)، وقد أدّى تطبيق هذه الطريقة إلى الحصول على نتائج جيدة في الفترة من عام 1958 حتى عام 1960.

### فترة الخمسينات
شهدت فترة الخمسينيات من القرن العشرين استهلال عهد إدارة المشاريع، حيث أن إدارة المشاريع كانت قبل هذه الفترة تتم بشكل غير نظامي حسب الحالة أو الموقف أو المشروع باستخدام مخطط جانت غالبا وبعض الأساليب والأدوات غير الرسمية، وفي هذه الفترة، تم تطوير نموذجين رياضيين لتحديد الجدول الزمني للمشروع:
- الأول هو أسلوب تقييم ومراجعة المشروع كجزء من برنامج صواريخ بولاريس للغواصات لدى البحرية الأمريكية، بالتعاون مع شركة لوكهيد.
- أما الثاني فهو طريقة المسار الحرج والتي طُوِّرَت بشكل مشترك فيما بين شركتي دوبونت وريمينجتون راند، من أجل إدارة مشروعات صيانة محطات الإنتاج، وقد انتشرت هذه الأساليب الرياضية سريعا في العديد من الشركات الخاصة.

وفي عام 1969 تم إنشاء معهد إدارة المشاريع لخدمة مصالح مجال إدارة المشاريع، وكان الأساس الذي يستند إليه المعهد أن الأدوات والأساليب الخاصة بإدارة المشروعات منتشرة بدءا من صناعة البرمجيات حتى مجالات الإنشاء، وفي عام 1981 صرح مجلس إدارة المعهد بعمل هذه الوثيقة التي أصبحت الدليل المعرفي لإدارة المشاريع (PMBOK) وهو يشتمل على المعايير المتعارف عليها والمبادئ التوجيهية المنتشرة لدى كافة من يمارسون هذا التخصص.
| دورة حياة المشروع      |
| ---------------------- |
| مرحلة التأسيس          |
| مرحلة التخطيط          |
| مرحلة التنفيذ          |
| مرحلة المراقبة والتحكم |
| مرحلة إنهاء المشروع    |

## طريقة المسار الحرج
طريقة المسار الحرج هي أداة تعتمد على الشبكات والتي تنمذج نشاطات المشروع وعلاقتها بما قبلها وما بعدها. يعرف التخطيط على أنه تطوير هيكلية سير العمل لنشاطات المشروع، أما الجدولة فهي تعنى بحساب متغيرات النشاطات (مثال: الزمن، الكلفة، عدد الأشخاص)، أما التحكم بالمشروع فيعني مراقبة الجدول أثناء تنفيذ المشروع وتحديث وتعديل طرق العمل أو الجدول وفقا لذلك.

## تخطيط المشروع
يتطلب تخطيط المشروع تطوير هيكلية العمل، والتي ستصبح فيما بعد أساس نموذج تواصل المشروع. من الممكن استخدام هذا النموذج لاحقاً في تقييم المشروع عن طريق مقارنته مع المقاييس النظامية للكفاءة.
التخطيط بالضرورة يحتاج الي محاذاة اهداف المشروع مع إستراتيجية المنظمة ومن ثم وضع مؤشرات أداء رئيسية لمتابعة الأداء.

## مقاييس كفاءة المشروع
إن المقاييس الثلاثة لكفاءة أي مشروع هي الوقت، الكلفة والجودة، وغالباً ما يكون الهدف العام للمشروع هو تنفيذ المشروع في أقصر وقت وأقل كلفة وأعلى جودة. بشكل واقعي فإن هذه الأهداف تتعارض مع بعضها البعض، حيث في معظم الحالات يتطلب إنهاء المشروع في وقت أقصر استثمارات أكبر وبالتالي كلفة أعلى وكذلك الأمر في حال طلب جودة تنفيذ عالية. لذلك يكون على المدير إيجاد حل عام مناسب عن طريق الموازنة بين تحقيق الأهداف الثلاثة.

## الموازنة بين الوقت والكلفة
من أجل جودة محددة لنشاط معين، يقوم المدير باستخدام المواد والمعدات والعمال اللازمين لتحقيق هدف النشاط ضمن حدود أقل كلفة. وعلى اعتبار أن كل نشاط يجب أن ينفذ في أقل كلفة، فإن كامل المشروع سينفذ عند أقل كلفة إجمالية. ولكن من أجل تقصير الزمن اللازم لأحد الأعمال فإنه غالباً ما تزداد كلفة العمل. قد يحقق هذا بزيادة عدد العمال، أو طلب ساعات عمل إضافية من العمال الحاليين أو شراء آلات وأجهزة أعلى كفاءة. ولكن لكل عمل هناك زمن أقصر لا يمكن تجاوزه مهما ارتفعت الكلفة يسمى هذا باسم «زمن التصادم» Crash.

## علاقات الأعمال
هناك علاقتين محتملتي الحدوث بين زوج من الأعمال في شبكة المشروع:
1. أحد الأعمال يسبق العمل الآخر مباشرة
2. أحد الأعمال يجب أن يتبع العمل الآخر مباشرة

إن لم توجد علاقة السابق واللاحق بين الأعمال فمن المفترض أن الأعمال تتم بشكل متوازي. تنتج علاقة السابق واللاحق بين الأعمال بسبب القيود المطلقة الفيزيائية والتقنية، عوامل الأمان، الأمور القانونية، والظروف الطارئة مثل محدودية الموارد، طرق العمل أو التمويل. يقوم مدير المشروع في البداية بوضع خطة العمل في المشروع بناء على الظروف المطلقة، وتضاف الظروف الطارئة إلى خطة العمل عند الحاجة بهدف الوصول إلى هدف المشروع، لكن يجب على المدير توقعها ووضعها في اعتباره لتفادي أي تأخير في تغيير الخطط عند الحالات الطارئة.

## هيكلية تقسيم العمل
هيكلية تقسيم العمل لمشروع ما هي جدولة جميع النشاطات الفردية التي تكون المشروع، فترات هذه النشاطات وعلاقاتها السابقة واللاحقة. يجب أن تكون النشاطات بأقل كلفة وأقل طريقة عرضة للمشاكل والظروف الطارئة لِتُسْتَخْدَم في المشروع. وعليه فإن كان الجدول الناتج من هيكلية تقسيم العمل الأولية قابلاً للتنفيذ فإنه سيكون أمثل جدول عملي. في حال لم يكن الجدول قابلاً للتنفيذ بسبب ظروف الوقت أو الموارد المتاحة، فإن المدير يضطر لتعديل الجدول للوصول إلى قابلية التنفيذ بأقل كلفة ممكنة.